# 掸国
掸国也作檀国、擅国、禅国:60，古音为浊塞音/d(j)an/，是中国东汉时期的一个域外古国。掸国曾三次出使东汉，第二次出使曾在朝会中表演大秦杂技:61。

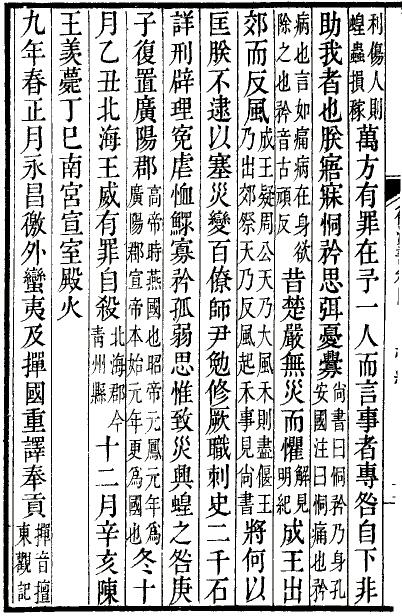
范晔《后汉书》卷四·孝和孝殇帝纪·和帝本纪（第113页）中记载的掸国贡使首次出访东汉

掸国在历史学界也存在较大争议。有学者认为“掸国”的地理位置在今缅甸东北部的掸邦一带，范围也包括中国德宏的一部分，是掸族先民建立的古国；有学者认为“掸国”不在中南半岛，亦非傣掸民族所建，而是西亚一带的古国（叙利亚）；也有学者认为掸国就是罗马帝国。:55。

## 史籍记载
史籍中关于“掸国”的资料不多，主要是《后汉书》中的六条记载:55以及《后汉纪》一条记载。
公元97年，“掸国”贡使首次出访东汉：
|                                              | 九年春正月，永昌徼外蛮夷及掸国重译奉贡。 |
| ——范晔，《后汉书》卷四·孝和孝殇帝纪·和帝本纪 |                                          |

|                                                  | 九年，徼外蛮及掸国王雍由调遣重译奉国珍宝，和帝赐金印紫绶，小君长皆加印绶、钱帛。 |
| ——范晔，《后汉书》卷八十六·南蛮西南夷列传·哀牢夷 |                                                                                  |

公元121年:48，“掸国”贡使第二次出访东汉，献乐及幻人，在第二年元会中演出，轰动朝廷内外:61：
|                                          | 十二月，永昌徼外掸国谴使贡献。 |
| ——范晔，《后汉书》卷五·孝安帝纪·安帝本纪 |                              |

|                                                  | 永宁元年，掸国王雍由调复遣使者诣阙朝贺，献乐及幻人，能变化吐火，自支解，易牛马头。又善跳丸，数乃至千。自言我海西人。海西即大秦也，掸国西南通大秦。明年元会，安帝作乐于庭，封雍由调为汉大都尉，赐印绶、金银、彩缯各有差也。 |
| ——范晔，《后汉书》卷八十六·南蛮西南夷列传·哀牢夷 | |

|                                                  | 永宁元年，西南夷掸国王献乐及幻人，能吐火，自支解，易牛马头。明年元会，作之于庭，安帝与腢臣共观，大奇之。 |
| ——范晔，《后汉书》卷五十一·李陈庞陈桥列传·陈禅传 | |

|                                     | 及安帝元初中，日南塞外擅国献幻人，能变化吐火，自支解，又善跳丸，能跳十丸。其人曰：“我海西人。”则是大秦也。自交州塞外擅国，诸蛮夷相通也…… |
| ——袁宏，《后汉纪》卷十五·孝殇皇帝纪 | |

公元131年，“掸国”贡使第三次出访东汉：
|                                                  | 十二月，日南徼外叶调国、掸国遣使贡献。 |
| ——范晔，《后汉书》卷六·孝顺孝冲孝质帝纪·顺帝本纪 |                                        |

## 争议

### 位置之争

#### 缅甸说
现代一般认为，“掸国”位置在今缅甸掸邦及邻近地区，陈序经:344、王文光:71、黄惠焜:68等学者均赞同这一观点，谭其骧《中国历史地图集》中也在东汉《益州刺史部南部》图幅中现代掸邦的位置标注了“掸”:55-56。据缅甸学者陈孺性考证，明代万历以前，从未有人将“掸国”与缅甸联系在一起，认为“掸国”是缅甸古国始于万历十七年进士包见捷所撰的《缅略》：“缅人，古朱波也，汉通西南夷后谓之掸。”该文又被顾炎武录入《天下郡国利病书》，因《天下郡国利病书》流传甚广，包见捷之说也愈发根深蒂固:82-83。
傣史学家江应樑认为，“掸国”应是古代缅甸中部或南部诸多小国之一，且与印度关系密切，音乐舞蹈受到印度的影响，“幻人”的幻术也直接来自印度:56。
根据《后汉书》和《后汉记》的记载，“掸国”的位置出现矛盾。“掸国”三次遣使东汉，其中两次是从“永昌徼外”来，另一次或两次是从“日南塞外”或“交州塞外”而来。为解决这一矛盾，学者申旭提出了“两个掸国”的观点，他认为“永昌徼外”的“掸国”在今缅甸掸邦一带，“交州塞外”的掸国在今老挝中、上寮一带，“交州塞外”的“掸国”就是越南历史的“越裳国”:12-13。广西民族大学教授范宏贵则认为“掸国”以掸邦为中心，地跨永昌郡至日南郡之间的辽阔地带，永昌郡、哀牢国、掸国相邻，相互交错在一起，地理界线很难具体画出来:69。

#### 西域说
云南大学教授何平根据《后汉书·陈禅传》中记载的掸国是“越流沙，逾县度”前行万里来朝贡认为，掸国应该是西域或西域以外更远的、需要穿越沙漠才能抵达汉朝的国家。又据“掸国西南通大秦”一句，说明“掸国”地望应在罗马帝国以东或东北、“流沙”以西。持同样观点的还有英国学者爱德华·哈珀·帕克和戈登·卢斯，卢斯甚至考证认为“掸国”是尼罗河口的古城塔尼斯，并将掸国国王“雍由调”考订为罗马皇帝奥古斯都的译音。缅甸学者陈孺性也提出了类似的看法，古代阿拉伯人称叙利亚为“Sham”，即唐书《经行记》中的“苫国”，他因此论断“苫国”才是“掸国”，“掸国”即古叙利亚:55。学者娄自昌的观点与陈孺性观点较为接近，他认为掸国就是罗马帝国，由于安息帝国的阻挠，罗马从陆上出使东汉也较为困难，罗马帝国国力强大，有能力从海上出使东汉，另外罗马帝国治下的埃及行省和叙利亚行省正是魔术杂技表演最为盛行的地区:343-344。《后汉书》中的“掸国西南通大秦”一句，娄自昌认为这是后来编史者或抄史者所加，不是《后汉书》最初版本的语句:342-343。
该观点也对“永昌徼外”、“日南塞外”做出了解释。何平指出“徼外”或“塞外”不一定指的就是紧接其地的地区，位于“永昌徼外”、“日南塞外”的掸国不一定紧接永昌或日南。陈孺性认为，“掸国”的使者从叙利亚出发，其中两次经过波斯的沙漠到达巴尔蒂斯坦，循中印路上商道经缅甸抵永昌，然后从永昌到洛阳；另一次则经海路抵达日南，再从日南到洛阳:60-61。
学者张双志赞同“掸国”不是中南半岛国家的说法，他同时指出从波斯湾、阿拉伯海到汉“永昌徼外”、“日南徼外”的海道在东汉桓帝之前尚没有畅通，而陆地上安息帝国常常阻断罗马帝国至汉境的通道，因此他认为“掸国”最有可能是印度次大陆上统称天竺的诸多王国的一员:55-56。

### 民族之争
许多学者认为“掸国”是掸族先民建立的国家，东南亚史专家陈吕范在《泰族起源问题研究》一书中肯定了掸国是傣泰先民掸人建立的松散部落联盟:43。民族学家黄惠焜在《掸傣古国考》中赞同了这一观点，并认为“掸国”即是“滇越”:5。
云南大学教授何平指出，“掸族”是缅族对这一民族的“他称”，掸族人的自称是“傣”或“泰”。缅族是在公元8至9世纪才形成的，11世纪开始统治缅甸，“掸人”这一称谓应当是缅族崛起并与掸人接触后才形成的，远晚于“掸国”时代。另一方面，现有文献资料还没有足够证据证明公元一世纪时缅甸境内已经有了傣掸民族的先民:49。傣史学家江应樑指出，中国史籍中记载的“掸国”是一个有国王的阶级社会，中国的德宏傣族与西双版纳傣族在公元十世纪左右才进入建立政权的阶级社会，把“掸国”写入傣族历史中是解释不通的:53。“掸国”第二次出访东汉的使团在汉廷演出了音乐歌舞和幻术杂技，这与傣掸民族传统的艺术类型不同，至公元十四世纪德宏傣族的音乐歌舞也没有突出的特色，幻术杂技则从未出现在傣族的历史文献中，现实生活中也没有这样的艺术活动，东汉时傣族先民已组成过艺术水平很突出的歌舞杂技团是难以理解的:54-55。